# KVOG
KVOG（1530 AM）是位于关岛的一个广播电台，由Guam Power II开办。发射台位于阿加尼亚，功率200瓦，收听范围可覆盖整个关岛。